# كاثرين هيوم
كاثرين هيوم (بالإنجليزية: Kathryn Hume) هي أكاديمية أمريكية، ولدت في 1945.